# Argas persicus
Argas persicus (Geflügelzecke) ist eine in den Tropen und Subtropen bei Vögeln vorkommende Lederzecke. Sie befällt Hühner, Strauße, Tauben und Puten sowie zahlreiche Wildvögel. A. persicus schädigt den Wirt durch Blutentzug und kann bei Küken auch eine Zeckenparalyse verursachen. Zudem ist sie Vektor für die Geflügelspirochätose und die Geflügelcholera. Der Mensch wird nur bei Fehlen der Vorzugswirte befallen.
Adulte Zecken sind oval und nach vorn schmaler werdend. Sie sind bis 10 mm lang und 6 mm breit. Im nüchternen Zustand sind sie gelbbraun gefärbt, vollgesogen schieferblau. Die Mundwerkzeuge liegen an der Unterseite und sind von oben nicht zu erkennen. Entlang des Körperrandes sind viereckige Felder („Zellen“) ausgebildet.

## Lebenszyklus
Weibchen legen Eier in Paketen mit je 20 bis 100 Stück in Spalten und Ritzen. Jeder Eiablage geht eine Blutmahlzeit voraus. Nach drei Wochen Tagen schlüpfen die sechsbeinigen Larven und suchen einen Wirt auf, auf dem sie etwa fünf Tage, meist unter dem Flügel, rund um die Uhr saugen. Anschließend suchen sie ein Versteck in der Umgebung auf und häuten sich innerhalb von sieben Tagen zum achtbeinigen ersten Nymphenstadium. Über ein weiteres Nymphenstadium erfolgt die Häutung zu den Adulten. Sowohl Nymphen als auch Adulte suchen nur nachts einen Wirt auf und verstecken sich tagsüber.